# Zachodnia Rumanowa Przełęcz
Zachodnia Rumanowa Przełęcz (słow. Západné Rumanovo sedlo) – najbardziej wysunięte na zachód z trzech siodeł tworzących szeroką Rumanową Przełęcz, oddzielającą od siebie masywy Wysokiej i Ganku w słowackich Tatrach Wysokich. Jest położone w głównej grani Tatr, na wysokości 2319 m, między dolnym uskokiem północno-wschodniej grani Wysokiej a Zachodnią Rumanową Czubą. Pozostałymi wcięciami tworzącymi Rumanową Przełęcz są Pośrednia Rumanowa Przełęcz i Wschodnia Rumanowa Przełęcz. Obecnie wszystkie trzy są traktowane jako oddzielne przełęcze. Najniżej położona jest Wschodnia Rumanowa Przełęcz i to ona dawniej nazywana była Rumanową Przełęczą. Jej nazwa pochodzi od Dolinki Rumanowej.
Ku północy z Zachodniej Rumanowej Przełęczy opada do Doliny Ciężkiej stroma depresja, mająca od góry do dołu kolejno charakter żlebu, rynny i komina z dużą przewieszką. Od południa natomiast z przełęczy do Dolinki Rumanowej opada wybitna rynna.
Słowacy grań między Wysoką a Bartkową Turnią w masywie Ganku wraz z Zachodnią Rumanową Przełęczą nazywają Rumanov hrebeň.

## Taternictwo
Na przełęcz nie prowadzi żaden znakowany szlak turystyczny, natomiast dla taterników stanowi ona najlepszy dostęp do północno-wschodniej grani Wysokiej.
Pierwsze przejścieErnst Dubke z przewodnikami Johannem Breuerem i Johannem Franzem seniorem 6 lipca 1904 r.
Drogi wspinaczkowe
1. Północną depresją; IV w skali tatrzańskiej, 4 godz., kruszyzna
2. Od południa, z Doliny Rumanowej przez ścianę zachodniej Rumanowej Czuby; I, 20 min
3. Ze środkowej części Rumanowej Dolinki przez całą Rumanową Ławkę; 0, 45 min
4. Z północnej części Rumanowej Dolinki przez zachodnią część Rumanowej Ławki; 0+, 30 min
5. Południowym zacięciem, z Doliny Rumanowej; V, 3 godz.[5]

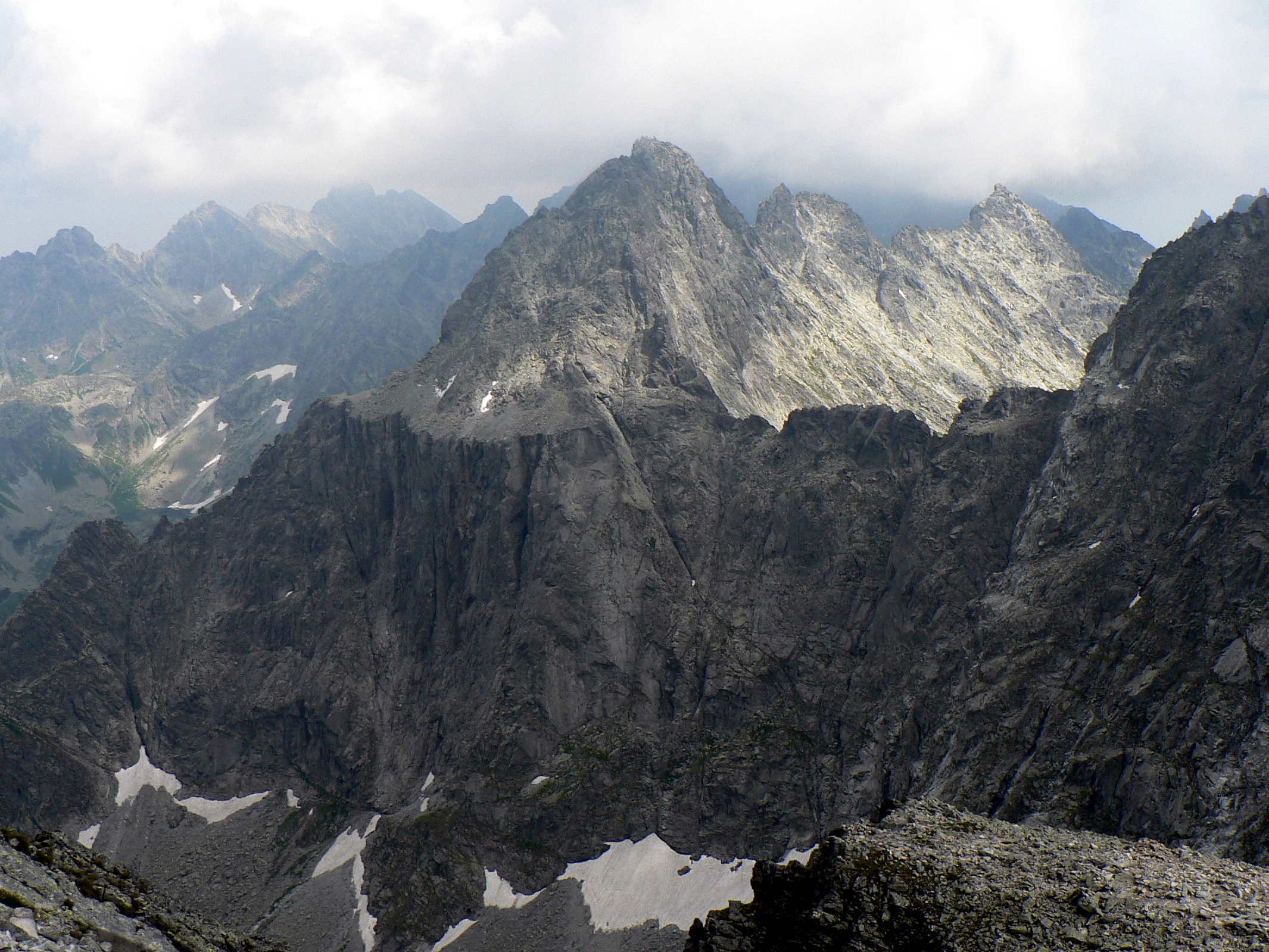
Widok z Rysów
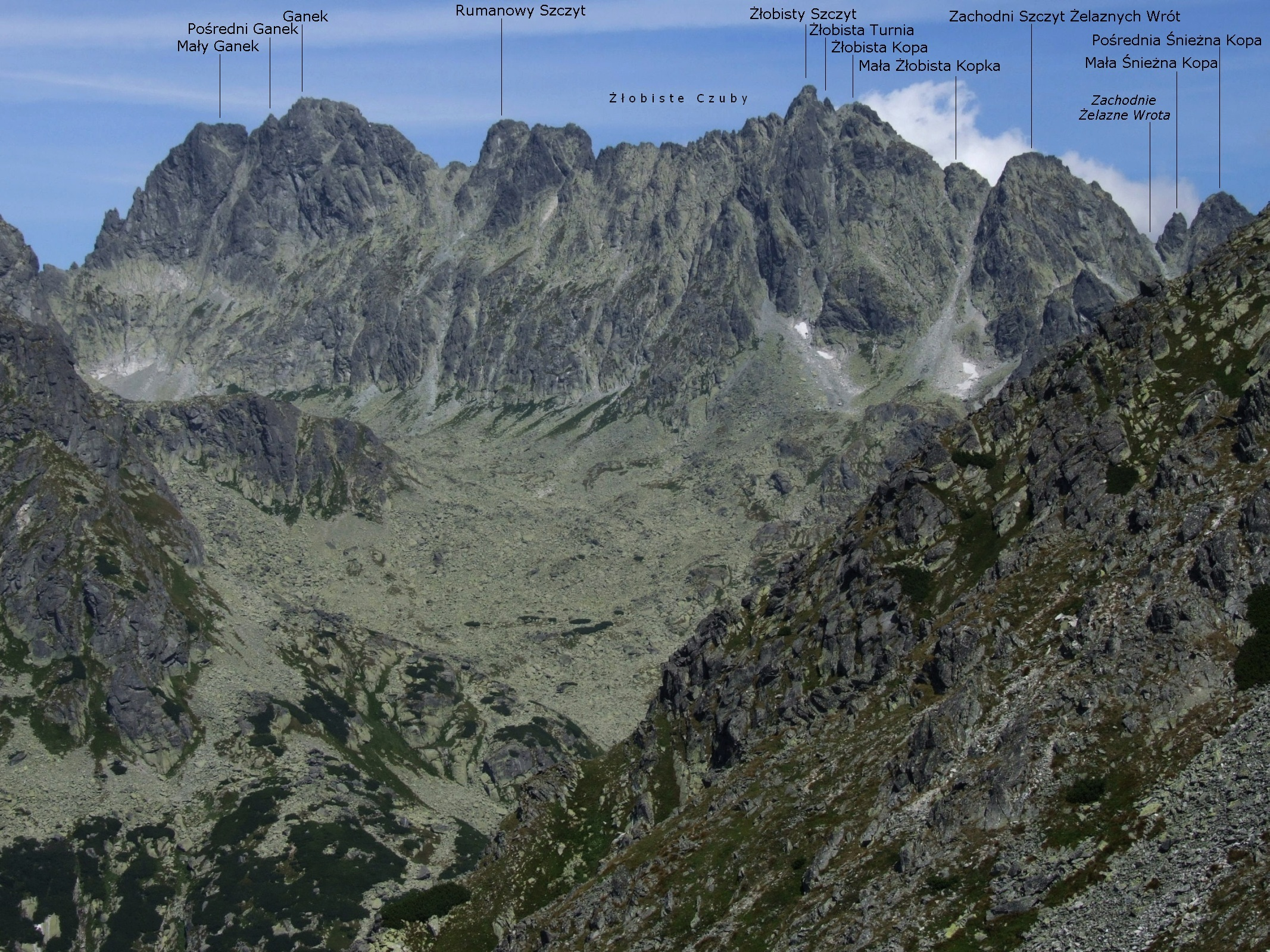
Wschodnia Rumanowa Przełęcz – najniższe ze wcięć po lewej stronie zdjęcia
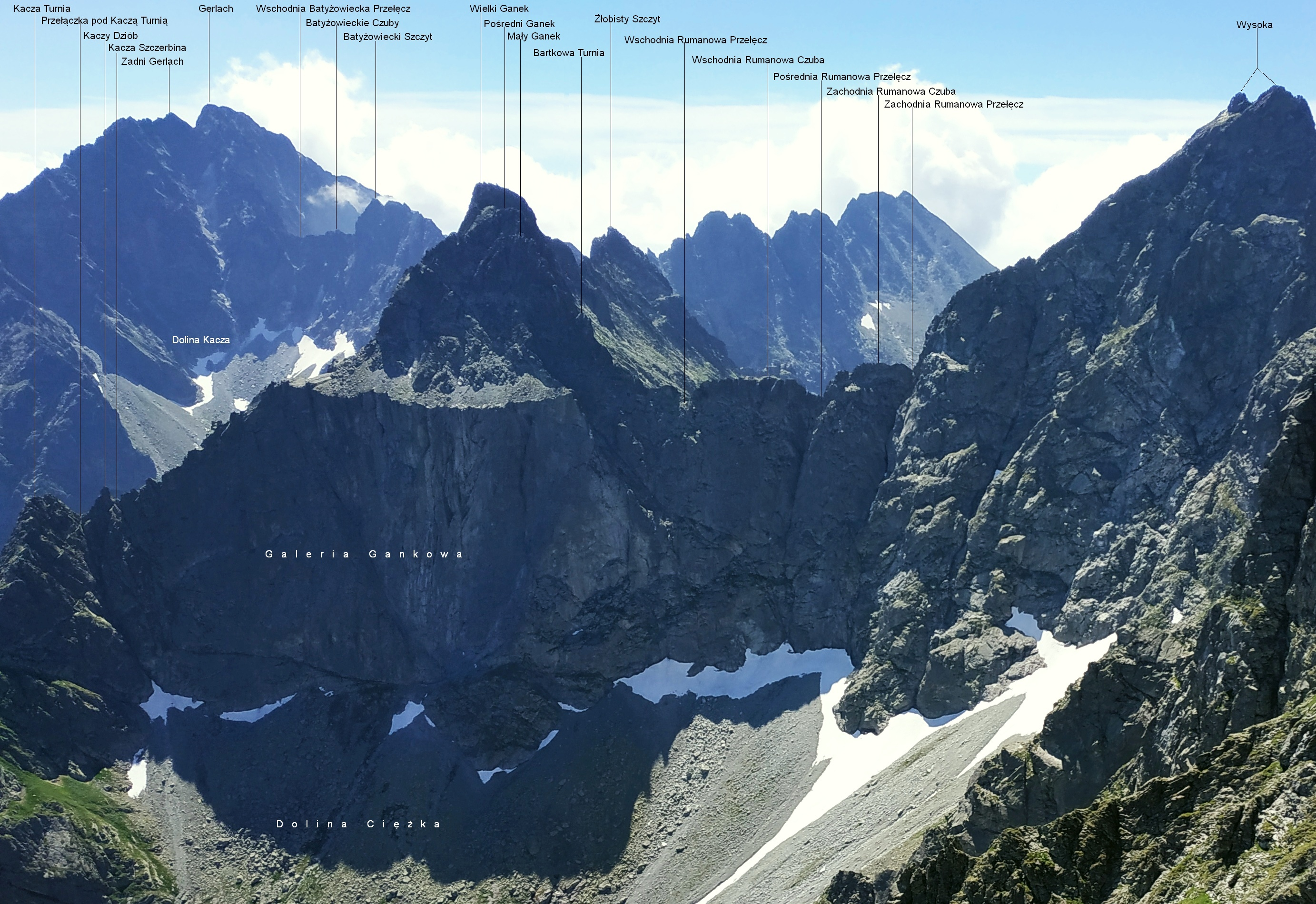
Widok z Niżnych Rysów